# Brunehaut
Brunehaut är en kommun i Belgien.   Den ligger i provinsen Hainaut och regionen Vallonien, i den västra delen av landet, 80 km sydväst om huvudstaden Bryssel. Antalet invånare är 7 889.
Trakten runt Brunehaut består till största delen av jordbruksmark. Runt Brunehaut är det tätbefolkat, med 511 invånare per kvadratkilometer.